# 片岡礼子
片岡 礼子（かたおか れいこ、1971年12月20日 - ）は、日本の女優。愛媛県伊予郡松前町出身。ハイイロ所属（元：芹川事務所、pdash、カクトエンタテインメント）。

## 来歴
松前町立岡田小学校、松前町立岡田中学校、愛媛県立伊予高等学校、明星大学理工学部土木工学科卒業。

### 幼少期 - 高校時代
小さいころはおとなしい子どもで、何かものを作ることや、本、漫画、水泳が好きで球技は弱かった。小学4年生から6年生まで鼓笛隊に所属してトランペットを吹いていた。また同時期に音楽クラブに入り、アコーディオンや小太鼓をしていた。
小学生のころはマラソンに関して苦手意識があったが、次第に周りの友人が一生懸命スポーツに取り組んだり、速いスピードで走る姿に影響を受け、片岡もベストタイムを出そうと努力したり10年くらいかけて意識が変わっていったという。
テレビで放送されたジャッキー・チェンが出演する映画『酔拳』を見て憧れの人となる。映画館で初めて見たのは『五福星』。ジャッキー・チェンをきっかけに映画が好きになり、多くの映画をのめり込むように見た。女優になりたいというのはまだなかったが、「映画に何か関わりたい」という気持ちはあった。
中学生の頃『ミス南ちゃんコンテスト』に応募して、コンテストに出場したことがある。
高校でもマラソン大会があり、苦手意識はあったが仲の良い双子の姉妹が練習時から1位と2位を取る姿に憧れる。3ヵ年計画で「どれくらいタイムが縮まるか」を自分に求めてみた。20位までは表彰されるためやれるだけやってみようと思って、毎日ではないが水泳部で走ることなど少しずつ練習を増やしていった。1年生は半分より少し前だったが、3年生は19位で入賞して嬉しい思い出であると述べている。水泳部と、生徒会に所属して副会長だった。
東京の大学に行くと決めた時は映画に関わる夢を抱える状態だった。両親は女優に反対で、大学の4年間でチャンスをつかめなければ、土木の勉強を活かして愛媛に帰って就職すると約束し、挑戦することにした。

### 女優として
1991年に民社党4代目の『'91年キャンペーンキャラクター』に選ばれて、党のアピール活動以外に、一週間に一回党新聞にエッセイを書いた。1992年の5代目のキャンペーンキャラクターも選ばれた。キャンペーンキャラクターは、第2代の人が朝ドラのヒロインに選ばれていて、夢だった映画俳優への道になると思って応募した。大学は軽音学部に籍を置いていた。
1992年に女子大生モデルとして『週刊朝日』の表紙（撮影:篠山紀信）を飾る。表紙モデルは一度応募したがその時は受からず、次の年に応募したら合格した。
1993年、橋口亮輔監督の『二十才の微熱』でスクリーンデビュー。大学3年生の夏休みに愛媛に帰省していたら、この作品のオーディションを受けないかと連絡が入る。最初は実年齢より年下の高校生「あつみ」の役を受けたが不合格で、もう一度オーディションを受けるチャンスがあり「鈴木頼子」の役で合格した。
駆け出しのころは、出演者がケガなどで舞台に立てない時のための補欠として公演に同行していた。
1994年、高橋伴明監督の『愛の新世界』で鈴木砂羽と競演し、体当たりの演技で注目を集める。
1995年、『KAMIKAZE TAXI』の演技が認められ、第17回ヨコハマ映画祭最優秀新人賞を受賞。
1996年頃よりラジオドラマにも積極的に出演。
1997年の『鬼火』の演技でも高い評価を受け、第19回ヨコハマ映画祭最優秀助演女優賞を受賞。
1998年に結婚し、1999年に第一子を出産する。
1999年のFMシアター『スモーキング・タイム〜煙の行方』は、第37回ギャラクシー賞ラジオ部門優秀賞を受賞。後に映画化される『ヴァイブレータ』、オーディオドラマ奨励賞を受賞した『月の記憶』など話題になった作品も多い。
2001年の『ハッシュ!』では、キネマ旬報賞および第45回ブルーリボン賞主演女優賞を受賞。
2002年1月5日、舞台での稽古中に「脳動静脈奇形による血管出血（脳出血）」で倒れ、一時生死をさまよっていたが、脳の出血部分にできたかさぶたを除去する手術を行い奇跡的に回復した。キネマ旬報の主演女優賞の受賞の知らせもベッドの上で聞いたという。その後、自宅で治療しながら通院するなど懸命にリハビリに励む。夫の実家がある愛媛県の島に転居し静養に充てる。
2003年、片岡礼子 公式ホームページを開設。
島で暮らして2年目に『帰郷』の話があり、2年ぶりに女優業に復帰した。
2006年1月21日よりブログをスタートした。
病気で倒れて約10年間は女優業をほぼ休業し、体調回復に努めていた。子育て中心の生活を送り、7年ほど愛媛県の島で暮らした。
再び東京に拠点を移し、2013年11月、劇団江戸間十畳Vo.3「明日は天気になる」で久々に舞台へ出る。2014年3月、宮沢章夫作・演出の「ヒネミの商人」に出演し、同年7月と8月、三浦大輔作・演出の「母に欲す」に出演。
2018年1月、『FIGARO japon』で俳優の斎藤工と写真撮影を行う。対談の中で片岡は「野望としてクレイアニメーションを撮りたいんです」と話している。2021年1月16日に『次の窓をひらく〜齊藤工×片岡礼子×クレイアニメ〜 』（WOWOWプライム）が放送され、同年3月31日より『オイラはビル群』（WOWOWオンデマンド）で配信がスタートし、20年の構想が実現した。
2021年9月27日から、地元愛媛県の南海放送ラジオ (Fnam・エフナン)で『片岡礼子のシトラスレター』がスタート。番組では出演作品の裏話や、地元のこと、自身や家族の話をしている。この番組を前後して南海放送ラジオの番組に出演する機会が増えた。
2022年4月、「エフナン松前町応援サポーター」に就任。サポーターとして情報発信をしている。
7月28日、「まさきオフィシャルサポーター」に就任した。
8月28日、ラジオドラマ『幕末デェスぺラード 小松藩心中』（南海放送ラジオ）に出演。
11月4日、母校の愛媛県立伊予高等学校が創立40周年を迎え、記念講演会にゲストで出演。

## 人物

### 趣味・嗜好・特技
- 着付け[38]
- ピアノ[5]
- 酒：行きつけの沖縄料理店で泡盛を飲む[16]。映画の共演者から酒に関するエピソードを明かされている[39][40]。
- スポーツ：水泳[41]。球技を見るのが好き（野球、バスケ、サッカー、ラクロス）[41]。
- 音楽：渡部チェル、Zaz、UA、アン・サリー、ビョーク、朝崎郁恵、BTS (音楽グループ)（特にRM (ラッパー)の姿と声に惹かれて注目している）[41]

### 資格・免許
- アロマテラピー検定2級[42]、普通自動二輪免許[注 4]

### 好きな場所
- 松前町の好きなところは、第1位 - 塩屋海岸（海水浴や、マラソン大会で走った思い出）[43][44]。第2位 - 恋泉畑[6]（伊予鉄道古泉駅裏にある畑。家族と散歩に行くことがある）。第3位 - エミフルMASAKIとシネマサンシャインエミフルMASAKI（実家にも近く、徒歩圏内に映画館があるのが嬉しい）[44][45]。

### アルバイト
- 高校時代に松山銀天街の飲食店[46]、松前町の花屋 [6][47][48]で働いていた。
- 女優でデビュー後もクリーニング店[23]など様々な仕事をしたが、保育園でご飯を作る仕事は、女優の仕事との両立が難しく短期間で辞めたことがある[40]。

### 家族
- 父[5][49]（新居浜市出身[50]）、母[5][49]、妹[5]、上に兄弟[11]がいる。家族皆音楽を聴くことが大好きで、夜はレコードプレーヤーで聴いていた[5]。父は以前別子銅山で働いたことがある[21]。また3交代制の仕事の出勤前には、必ずサイホンでコーヒーを淹れていた[49]。陸上経験者で職場の陸上部に所属していた。父の遺品整理の時、スクラップブックを見て、持って帰ってみると大判で30巻ぐらいあった。片岡がデビューした小さな記事もあったという[21]。
- 小学生の頃は父方の祖父母が住む新居浜市の東平地区で、夏休みに1ヵ月近く暮らしていた[50]。
- 祖母に習って味噌を作る手伝いをしている時は幸せな時間だった。海苔の瓶に味噌を入れたものを送ってくれて、それで1年を過ごしたという[51]。
- 結婚後の家族は同じ愛媛県出身の夫[16]と子供が3人[1][24][49]（息子、娘[38]、息子[4]）。娘とは一緒に着付け教室に行っている[38]。

### エピソード
- 小学生で所属していた鼓笛隊では、警察学校のパレードや、毎年夏休みに『RNBこども音楽コンクール[52]』に出場した[5]。コンクールの参加記念として貰ったト音記号のキーホルダーは、思い出として大切に取っている[5]。
- 小さい頃は考古学者と天文学者で研究者はなってみたいことの一つだった。映画『北京原人 Who are you?』で演じた役が研究者だったので盛り上がった。生まれ変われるとしたら井戸掘りのアシスタントの仕事で、何もない所から水が出る瞬間を体験でいいからしてみたい。ドッグトレーナーも興味がある。犬とコミュニケーションを取って、人とでも難しいのに話が通じて競技に向かったり、散歩でもだが人と人のやり取りを超えて凄いと思っている。登山家、お菓子屋さんもなりたいが、興味は無限に出てくるので一番は決めづらいほどある[53]。
- 中学3年間、自転車で松山市余戸の「松山EM塾」に通っていた[54]。ラジオ番組『片岡礼子のシトラスレター』宛てに「いよてつそごうにいた時に、片岡さんが肩をポンと叩いて声をかけてきた」と同じ時期に塾へ通っていた男性のリスナーからメッセージが届いた[55]。片岡によると現在も当時の先生や生徒と連絡を取っており[55]、「その塾で勉強が思ってたより楽しいと思えたのが、私の中の宝物みたいな時間でした」と述べている[54]。
- 高校生の時にみかん一座のミュージカル『吸血鬼inジャパン』（1986年7月[56]）を見る機会があり、初代ヒロインを演じたのが戒田節子だった。その後ラジオドラマ『幕末デェスぺラード 小松藩心中』（2022年8月28日、南海放送ラジオ F-nam）で共演している[57]。
- 土木の学部に通おうと決めたのは「水の勉強」をしたいと思ったから。子どもの頃、父親の故郷に帰省して川で朝から晩まで石を投げたり、石を積んで水の流れを変えてみたり、兄弟や近所の子とずっと遊んでいてすごく楽しかった思い出がある[11]。
- 初めてラジオドラマに関わったのは20代の頃で、冒頭や最後に一言という役だった。大学時代に東京で一緒に住む叔母がラジオやラジオドラマが好きであった。片岡がラジオドラマに対して強い思いがあるのは、叔母がいつも点字図書館で借りたテープを聴いて感動している姿を見て素敵だと思ったから。片岡は「恩返し」として何かしたいと思った時に、点字図書館の本を朗読する仕事のオーディションを受ける機会があった。オーディションは不合格だったが、「決まった時間の中で文字を読んで、物語を届けないといけないというのは物凄く技術がいることで、一生懸命やればいいものではない」ということを知った。それから「形は違ったけれどもラジオドラマで叔母に恩返しができるかもしれないと、ラジオドラマを気にするようになった」という[58]。
- 家からピアノの音が聴こえて来るのが憧れだった母が片岡にピアノを習わせてくれたが、幼稚園に通っていた時から3年で辞めた[5]。その後女優になってから『鬼火』のオーディションを受けて、ピアニストの役をすることになる。役が決まり撮影に入るまでの1ヵ月、朝は住んでいる地元の先生、昼は映画のチームが紹介してくれた先生と共に普段ジャズバーとして使っているところへ行って、何時間も練習した[5]。映画では5曲弾くことになり、最後まで弾けると良い曲は1曲、それ以外は途中でも良いのでと弾くシーンで実際に弾けたらということで、朝から夜まで先生に付いて習っていた[5]。大阪での撮影に入ってからは、大阪の芸大出身でプロのピアニストをしている小学生時代の友人に教わっていた[5]。

## 出演

### 映画
- 二十才の微熱（1993年、監督：橋口亮輔）
- 虹の橋（1993年、監督：松山善三）
- 愛の新世界（1994年、監督：高橋伴明 写真：荒木経惟）
- キリングエンジェル 夢犯（1995年、監督：金澤克次）
- KAMIKAZE TAXI（1995年、監督：原田眞人）
- GONIN2（1996年、監督：石井隆）
- チンピラ（1996年、監督：青山真治）
- 鬼火（1997年、監督：望月六郎）
- HOBOS ホーボーズ（1997年、監督：澤村直人）
- 狼の眼（1997年、監督：細野辰興）
- 北京原人 Who are you?（1997年、監督：佐藤純彌）
- JOKER 厄病神 （1998年、監督：小松隆志） - 疫病神 役
- 黒の天使 vol.1（1998年、監督：石井隆）
- RAINBOW（1998年、監督：熊澤尚人）
- 明治青春伝（1998年、監督：高橋伴明）
- 黒の天使 vol.2（1999年、監督：石井隆）
- 安藤組外伝　掟（2000年、監督：梶原俊一）
- 本日または休診なり（2000年、監督：山城新伍）
- 亡霊の棲む家（2000年、監督：熊澤尚人）
- TOKYO G.P.（2001年、監督：石井隆）
- Reset（2001年、監督：鈴木浩介）
- ハッシュ!（2001年、監督：橋口亮輔）
- バトル・ロワイアル 特別篇（2001年、監督：深作欣二）
- 溺れる人（2002年、監督：一尾直樹）
- 伝説のワニ ジェイク（2004年、監督：犬童一心）
- 帰郷（2005年、監督：萩生田宏治）
- ジーナ・K（2005年、監督：藤江儀全）
- 全身と小指（2006年、監督：堀江慶）
- 犯人に告ぐ（2007年、監督：瀧本智行）
- ぐるりのこと。（2008年、監督：橋口亮輔）
- よるのくちぶえ（2009年、監督：遠山智子）
- ヘヴンズ ストーリー（2010年、監督：瀬々敬久）
- まほろ駅前多田便利軒（2011年、監督：大森立嗣）
- 破れたハートを売り物に「ヤキマ・カナットによろしく」（2015年、監督：青山真治） - バーテンダー 役
- 函館珈琲（2016年、監督：西尾孔志） - 堀池一子 役[59]
- 続・深夜食堂（2016年） - 木内晴美 役
- HiGH&LOW THE RED RAIN（2016年、監督：山口雄大） - 雨宮祥子 役
- おるすばんの味。（2017年、監督：武石昂大）[60][61]
- 望郷（2017年、監督：菊地健雄） - 大崎洋子 役
- 武曲 MUKOKU（2017年6月3日、監督：熊切和嘉） - 羽田希美 役
- 榎田貿易堂（2018年、監督：飯塚健） - 永井柊子 役[62]
- ミスミソウ（2018年4月7日、監督：内藤瑛亮） - 野咲花菜 役
- 大和（カリフォルニア）（2018年4月7日、監督：宮崎大祐） - 長嶋樹子 役
- 純平、考え直せ（2018年9月22日、監督：森岡利行） - 坂本よしの 役
- 父、かえれ！（2018年、監督：武石昂大） - 母 役[63]
- 楽園（2019年10月18日、監督：瀬々敬久） - 久子 役
- 閉鎖病棟 -それぞれの朝-（2019年11月1日、監督：平山秀幸） - 由紀の母（島崎佳代）役
- 地獄少女（2019年11月15日、監督：白石晃士） - 長岡雅子 役
- ステップ（2020年7月17日、監督：飯塚健） - 村松翠 役
- とんかつDJアゲ太郎（2020年10月30日、監督：二宮健） - 勝又かつ代 役
- タイトル、拒絶（2020年11月13日、監督：山田佳奈） - シホ 役
- 科捜研の女 -劇場版-（2021年9月3日、監督：兼﨑涼介） - 石川礼子 役
- 空白（2021年9月23日、監督：𠮷田恵輔） - 中山緑 役[64][65]
- あなたの番です 劇場版（2021年12月10日、監督：佐久間紀佳） - 児嶋佳代 役[66]
- MIRRORLIAR FILMS Season2『煌々 go on a picnic』（2022年2月18日、監督：山田佳奈）[67]
- リング・ワンダリング（2022年2月19日、監督：金子雅和） - 川内藍子 役[68][69]
- Kay（2022年4月9日、監督：鯨岡弘識） - 貴子 役
- あした、授業参観いくから。（2022年4月16日、監督：安田真奈） - 主演・坂口則子 役[70]
- わたし達はおとな（2022年6月10日、監督：加藤拓也）
- グッバイ・クルエル・ワールド（2022年9月9日、監督：大森立嗣） - みどり 役
- 夜明けまでバス停で（2022年10月8日、監督：高橋伴明） - 小泉純子 役[71]
- 餓鬼が笑う（2022年12月24日、平波亘監督） - 香純 役
- 恋のいばら（2023年1月6日、監督：城定秀夫） - 景子 役[72]
- 銀平町シネマブルース（2023年2月10日、監督：城定秀夫) - 高杉弥生 役[73]
- ＃ミトヤマネ（2023年8月25日、監督：宮崎大祐） - 松本弁護士 役[74]
- バカ塗りの娘（2023年9月1日、監督：鶴岡慧子）
- かぞく（2023年11月3日、監督：澤寛）[75]
- コーポ・ア・コーポ（2023年11月17日、監督：仁同正明） - 辰巳信乃 役[76]
- 笑いのカイブツ（2024年1月5日、監督：滝本憲吾） - ツチヤのおかん 役[77]
- 一月の声に歓びを刻め（2024年2月9日、監督：三島有紀子） - 美砂子 役[78]
- マッチング（2024年2月23日、監督：内田英治） - 美知子 役[79][80]
- 蒲団（2024年5月11日、監督：山嵜晋平） - 竹中まどか 役[81]
- 輝け星くず（2024年6月15日、監督：西尾孔志）[82]
- 嗤う蟲（2025年1月24日、監督：城定秀夫）[83]
- みんな笑え（2025年2月8日、監督：鈴木太一）[84]
- 少年と犬（2025年3月20日、監督：瀬々敬久）[85]
- ぶぶ漬けどうどす（2025年6月6日、監督：冨永昌敬） - 竹田梓 役[86]
- 逆火（2025年7月11日、監督：内田英治）[87]
- 君の顔では泣けない（2025年11月14日公開予定、監督：坂下雄一郎） - 坂平葉月 役[88][89]

### テレビドラマ
- あなたが好きです（1994年1月4日 - 4月1日、THK）
- 世にも奇妙な物語 春の特別編 -時間よ戻れ！（1994年3月30日、フジテレビ）
- 暴力教師・君に伝えたいこと （1996年8月21日、NHK）
- もう我慢できない! 第10話（1996年9月3日、フジテレビ）
- 探偵事務所 第4作「死んでいく依頼人！」（1996年9月7日、テレビ朝日系、土曜ワイド劇場） - 井坂真知子 役
- 京都一条戻り橋殺人事件 （1996年7月12日、フジテレビ、金曜エンタテイメント） - 千草 役
- 名古屋お金物語2 （1997年2月10日 - 3月13日、NHK、ドラマ新銀河）
- 新・半七捕物帳 第11話「仮面」 （1997年6月13日、NHK） - 忍 役
- 幻想ミッドナイト 最終夜「破壊する男」 （1997年、テレビ朝日） - 若葉夕里子 役
- 恋、した。 第12話「出走！ラビアン・ローズ」（1997年6月30日、TV東京）
- 水の中の八月 （1998年8月1日、NHK）
- 暴れん坊将軍IX 24話「涙の上州路 誉れの仇討ち」（1999年6月10日、テレビ朝日） - 坂東小春 役
- 顔泥棒 （2000年8月4日・8月11日・8月18日、テレビ朝日） - 保健教師 役
- やまとなでしこ 第7話（2000年11月20日、フジテレビ） - 神野撫子 役
- 告発弁護士シリーズ 第1作「弁護士猪狩文助 時の剣」 （2001年4月23日、TBS）
- はるちゃん5（2001年7月2日 - 10月1日、フジテレビ）
- はみだし刑事情熱系 PART6 第3話（2001年10月17日、テレビ朝日）
- 棟居刑事シリーズ 第1作「花の狩人(ラヴハンター)」 （2001年12月3日、TBS）
- どんまい!（2005年11月14日 - 12月22日、NHK） - 三浦久子 役
- 仮面ライダー響鬼 三十六之巻・三十七之巻（2005年10月16日・23日、テレビ朝日） - シュキ 役
- 外事警察（2009年11月14日 - 12月19日、NHK） - 五十嵐彩音 役
- 曲げられない女 第7話 - 最終話（2010年2月24日 - 3月17日、日本テレビ） - 道生雪 役
- 私が初めて創ったドラマ「僕が好きだった君に」 （2011年2月25日、NHK） - 中島沙希 役
- カレ、夫、男友達 （2011年11月1日 - 12月20日、NHK） - 草壁雅美 役
- Friend-Ship Project〜タクのタクシー〜 （2012年3月31日、テレビ東京） - 溝口美千代 役
- 高橋留美子劇場 第1回「赤い花束」 （2012年7月8日、NHK BSプレミアム） - 利根川幸恵 役
- ドラマW 埋もれる（2014年3月16日、WOWOW） - 小橋雅子 役
- 罪人の嘘（2014年8月31日 - 9月28日、WOWOW） - 高木宏枝 役
- 相棒 season13　第3話「許されざる者」（2014年10月29日、テレビ朝日） - 永井多恵 役
- セカンド・ラブ（2015年2月6日 - 3月20日、テレビ朝日） - 高柳里子 役
- 植物男子ベランダー SEASON2（2015年7月2日、NHK BSプレミアム） - 花占いの女 役
- ヒガンバナ〜警視庁捜査七課〜 第2話（2016年1月20日、日本テレビ） - 宝田由美 役
- 武道館　第1話 - 第3話・第6話（2016年2月10日 - 2月24日・3月16日、BSスカパー!） - 波奈の母 役
- スペシャリスト 第5話（2016年2月11日、テレビ朝日） - 小宮山月子 役
- お義父さんと呼ばせて 第8話 （2016年3月8日、フジテレビ） - 八神葉子 役
- 刑事7人 第2シリーズ 最終話（2016年9月14日、テレビ朝日） - 宮川奈美 役
- 遺産相続弁護士 柿崎真一 第10話（2016年9月15日、読売テレビ） - 奥田絵里 役
- 山女日記〜女たちは頂を目指して〜 第5回「雨女 〜白馬岳〜」、第6回「分岐点 〜白馬岳〜」（2016年12月4日 - 11日、NHK BSプレミアム） - 牧野しのぶ 役
- 嫌われる勇気 第8話（2017年3月2日、フジテレビ） - 鈴木俊江 役
- 今からあなたを脅迫します 第2話（2017年10月29日、日本テレビ） - 土浦君枝 役
- シグナル 長期未解決事件捜査班 第1話・第2話（2018年4月10日・4月17日、関西テレビ・フジテレビ） - 田代京子 役
- 闇の伴走者～編集長の条件 第2シリーズ 第5話(2018年4月28日、WOWOW) - 渡部治子 役
- 宮本から君へ 第9話（2018年6月2日、テレビ東京） - 徳間 役
- 森村誠一サスペンス おくのほそ道迷宮紀行（2018年6月11日、TBS） - 日高晴子 役
- リーガルV〜元弁護士・小鳥遊翔子〜 第5話（2018年11月15日、テレビ朝日） - 武藤望 役
- のの湯（2019年4月14日 - 6月23日、BS12） - 湯毛凛子 役
- オカンは俺より野球が好き（2019年2月18日、愛媛朝日テレビ） - 村上花 役
- あなたの番です（2019年4月14日 - 8月24日、日本テレビ） - 児嶋佳世 役
  - 劇場版公開記念!「あなたの番です」完全新撮スペシャル!（2021年12月10日、日本テレビ） - 児嶋佳世 役
- 監察医 朝顔 第6話（2019年8月19日、フジテレビ） - 黒岩多江 役
- ポイズンドーター・ホーリーマザー 第1話(2019年7月6日 WOWOW）
- ドクターX〜外科医・大門未知子〜 第6シリーズ 第2話（2019年10月24日、テレビ朝日） - 二色美也子 役
- 絶対零度〜未然犯罪潜入捜査〜（Season4） 第3話（2020年1月20日、フジテレビ） - 瀬川歌織 役
- 未満警察 ミッドナイトランナー 第1話（2020年6月27日、日本テレビ） - 浅田靖子 役
- ドラゴン桜 第2シリーズ 第1話・第4話・最終話（2021年4月25日・5月16日・6月27日、TBS） - 天野美紀 役[90]
- 半径5メートル 第2話（2021年5月7日、NHK総合） - 丸山絵美 役
- ナイト・ドクター 第1話（2021年6月21日、フジテレビ） - 朝倉恵美（美月の母） 役
- ソロモンの偽証（2021年10月3日 - 11月21日、WOWOW） - 柏木功子 役
- サヨウナラのその前に 第3話（2022年3月、日本テレビ） - 渡会三恵 役
- 海の見える理髪店（2022年3月31日、NHK BS8K 5月8日、NHK BSプレミアム） - 店主の母 役
- 少年のアビス（2022年9月2日 - 10月21日、毎日放送） - 黒瀬夕子 役
- 家庭教師のトラコ 第9話（2022年9月14日、日本テレビ） - 根津香苗 役
- ホテルマン東堂克生の事件ファイル〜日光鬼怒川温泉殺人事件〜（2023年3月18日、BS-TBS） - 佐光遥 役[91]
- 藤子・F・不二雄 SF短編ドラマ 『流血鬼』（2023年4月30日、BSプレミアム・BS4K）
- 特捜9 season6 第5話（2023年5月3日、テレビ朝日） - 城川早紀 役
- 真夏のシンデレラ（2023年7月10日 - 、フジテレビ） - 水島恭子 役
- THE MYSTERY DAY〜有名人連続失踪事件の謎を追え〜（2023年10月7日、日本テレビ） - 坂居環 役[92]
- ガラスの城（2024年1月4日、テレビ朝日） - 杉岡いずみ 役
- マルス-ゼロの革命- 第3話（2024年2月6日、テレビ朝日） - 桜庭友恵 役
- ビリオン×スクール 第5話（2024年8月2日、フジテレビ） - 松下瞳 役[93]
- 3000万 第3話 - （2024年10月19日 - 、NHK総合・NHK BSプレミアム4K） - 山崎志穂 役
- モンスター 第8話（2024年12月2日、関西テレビ・フジテレビ系） - 栗本千佳 役[94]
- どうせ死ぬなら、パリで死のう。（2025年3月16日、NHK総合） - 三木ひかり 役[95]
- 対岸の家事 第6話 - （2025年5月6日、TBS） - 江崎陽子 役[96]
- 放送局占拠（2025年7月12日 - 、日本テレビ） - 沖野聖羅 役[97][98]

### テレビ・バラエティ
- 真夜中の王国（2002年5月28日、NHK衛星第2テレビジョン） - ゲスト

### テレビ・情報番組
- はなまるマーケット（2002年7月23日、TBSテレビ） - はなまるカフェのゲスト
- 主治医が見つかる診療所（2020年4月16日、テレビ東京） - ビデオ出演[99]

### テレビ・ドキュメンタリー
- 次の窓をひらく〜齊藤工×片岡礼子×クレイアニメ〜（2021年1月16日、WOWOWプライム）[29]

### オリジナルビデオ
- 極道拳（1994年） 監督：原田昌樹
- デカ玉金助三郎（1994年） 監督：片岡修二
- 獣神サンダー・ライガー 怒りの雷鳴 -FIST OF THUNDER- 監督：和田卓也
- キリングエンジェル 夢犯 （1995年） 監督：金澤克次
- アブナイ女 〜GET AWAY〜 （1996年） 監督：白井政一
- チンピラ仁義 新・極楽とんぼ （1996年） 監督：長谷部安春
- 仁義12 流血の縄張 （1997年） 監督：松井昇
- ガード・ドッグ （1997年） 監督：祭主恭嗣
- 平成悪名伝 ザ・まむし （1997年） 監督：香川秀之
- 疵5 血の鎮魂歌 （2001年） 監督：梶間俊一

### 配信ドラマ
- 深夜食堂 第31話（Netflix　2016年10月） - 木内晴美 役
- 代償（2016年10月、Hulu） - 安藤道子 役
- #声だけ天使（2018年2月26日・3月5日、AbemaTV） - ミクリヤの秘書ヨシザワ 役
- 今際の国のアリス(2020年、Netflix）
- 死神さん2 第1話（2022年9月17日、Hulu） - 三谷舞樹 役
- 覆面D 第2話・第3話（2022年10月16日・10月22日 AbemaTV） - 岡田カズの母 役
- ガンニバル（2022年12月28日、Disney+） - 狩野の妻 役
- 透明なわたしたち（2024年9月16日 - 10月21日、ABEMA） - 尾関恵子 役[100]

### 配信アニメ
- オイラはビル群（2021年3月31日、WOWOWオンデマンド）[30]

### ラジオドラマ
- FMシアター （NHK-FM 土曜日 21:00 - 21:50）
  - 開いた窓 (1996年1月6日)
  - 盆踊り (1997年7月26日)
  - ヴィジョン (1998年1月24日)
  - スモーキング・タイム〜煙の行方 (1999年6月12日)
  - ヴァイブレータ (1999年7月31日)
  - アンヌ・ダーター (1999年8月21日)
  - あなたは誰 (2000年4月15日)
  - ツバメ飛ぶ (2004年9月4日)[101]
  - 夏の影踏み (2005年6月25日)[102]
  - 月の記憶 (2005年11月19日)[102][103]
  - しづ子〜魂の俳句 (2009年11月14日)[104]
  - 探しもの (2015年11月28日)[105]
  - 通い猫アルフィーの奇跡　(2018年1月27日)[106]
  - ヘルプマン -俺たちの介護物語-（2022年9月3日 - 2022年10月8日 全5回放送）[107][108]
- 青春アドベンチャー (NHK-FM 毎週月 - 金曜日 22:45 - 23:00 10回放送)
  - 新・夢十夜 (1996年2月-3月)
  - 記憶の城 (1997年2月)
  - 嘘の誘惑 (1998年2月)
- ポップスライブラリー (NHK-FM 毎週月 - 金曜日 24:20 - 25:00 5回放送)
  - 針がとぶ (2004年3月1日 - 5日) 吉田篤弘作品の朗読
- 離婚ドライブ
- 青春ラジオ小説 オートリバース（2020年12月、民放ラジオ99局・radiko）
- 幕末デェスぺラード 小松藩心中（2022年8月28日、南海放送ラジオ F-nam）[37][109]

### ラジオ・情報番組
- ザ・VOICE（2021年7月17日 16:00 - 16:30、南海放送ラジオ Fnam） - ゲスト[110]、再放送（9月25日 16:00 - 16:30）[111]
- 片岡礼子のシトラスレター（2021年9月27日[32] - 、毎週月曜日11:45 - 11:55、南海放送ラジオ Fnam） - パーソナリティー[42][112]
- やのひろみの部屋（2021年11月15日 19:00 - 21:00、南海放送ラジオ Fnam） - ゲスト[113][114]
- 中四国ライブネット（2022年7月31日 18:00-20:00、中国放送） - ゲスト[115]

### MC
- 第46回ブルーリボン賞授賞式（2003年）で佐藤浩市と共に司会を初めて務めた。

### CD
- 外間隆史 Album「サンビカ（St.Bika）」（2000年8月2日発売）の 01-28.fictional radio program「ラジオ・サンビカ」にキャストで参加。

### PV
- Do As Infinity「遠雷」（2001年）
- 氣志団「黒い太陽」（2002年）
- Every Little Thing「START」（2014年） - テレビ東京で放送された『2014年ソチオリンピック』のテーマ曲にもなった。
- クリープハイプ「クリープ」（松居大悟監督）（2015年）
- Greeeen10周年記念「愛唄～娘の演奏会～篇」（2017年）

### 舞台
- 明日は天気になる（2013年11月7日 - 11月12日、ウッディシアター中目黒） - 青島景子 役
- ヒネミの商人（2014年3月20日 - 3月30日、座・高円寺1） - 乾七重 役
- 母に欲す（2014年7月10日 - 7月29日 PARCO劇場 / 8月2日 - 8月3日 森ノ宮ピロティホール） - 智子 役
- ベッド＆メイキングス「サナギネ」（2014年11月10日 - 11月16日、青山円形劇場） - 幼生サイド・ソメコ 役
- ここにある真空（2015年3月12日 - 3月15日、下北沢駅前劇場） - 溝口爽子 役
- 花はどこへ行ったの？（2016年3月24日 - 3月27日、ユーロライブ）
- コントと音楽Vol.3 「くたばるものかよ」（2021年10月15日 - 10月23日、コットンクラブ）

### CM
- 白鶴酒造「白鶴・香るからくち」（2000年）
- シンキ「ノーローン」（2000年）
- 大塚製薬「Nature Madeマルチビタミン」（2000年）
- P&G「アリエール 漂白剤プラス」（2001年 - 2002年）
- 花王
- セブンイレブン「耳打ちヒソヒソ」篇（2004年）
- NTT「インフォスフィア」
- 丸井「X'mas」
- ゆうちょ銀行「父の単身赴任」篇（2016年）
- リブ・マックス「リブマックスリゾート」（2017年 - 2018年）
- JTEKT「大丈夫?」篇（2018年）
- Amazon Prime Video 「年末年始を、プライムに。」篇（2018年）
- ネスレコンパクト栄養食アイソカル わたせる栄養、もらえる元気。 「父の好物」篇（2019年）
- ドコモ「カンナとミナミ」篇（2019年）
- コスモウォーター「家族の小さな物語　無言のエール」篇（2021年）
- 養命酒「養命先生のいる街、夏を乗りきる」篇（2022年）
- 江崎グリコ「牧場しぼり」（2024年）[116]

### YouTube
- ハタチ〜オトナビトプロジェクト〜（2021年1月8日[117]）

## 書籍

### 写真集
- 渡辺達生『渡辺達生写真集 XXX』ワニブックス ISBN 4-8470-2374-9 (1994年)
- 篠山紀信『GEKISHA in HAWAI』小学館 ISBN 4-09-394585-3 (1998年)

### 雑誌
- 週刊朝日 (1992年8月28日号　表紙) [11]
- 週刊ポスト (1994年4月8日号、1994年10月21日号)
- NoWon ナオン (1996年2月 Vol.15)
- PENTHOUSE JAPAN (1996年2月)
- キネマ旬報 (1996年12月)
- 週刊プレイボーイ (1997年6月24日)
- SWITCH (2001年12月)
- キネマ旬報 (2001年12月)
- キネマ旬報 (2002年1月)
- 映画感染 5 (2002年)
- 婦人公論 (2005年7月22日号)[118]
- ジャッピー！ (2007年、連載)

## 講演会
- 愛媛県立伊予高等学校 創立40周年記念講演会『母校 伊予高校に寄せる思い』（2022年11月4日）[8][9][119]